# David Cubillán
David Cubillán, (Maracaibo, 27 de julho de 1987) é um basquetebolista venezuelano que atualmente joga pelo Flamengo disputando o Novo Basquete Brasil. O atleta possui 1,81m e atua na posição armador e Ala-armador. Defendendo a Seleção Venezuelana, participou da inédita conquista da Copa América de 2015 na Cidade do México que credenciou a Venezuela ao Torneio Olímpico nos Jogos Olímpicos de Verão de 2016.